# Abhibhavayatana
Abhibhavayatana (Sanskrit Abhibhvāyatana, Pali Abhibhāyatana, deutsch „volle Beherrschung der Sinne“), auch bekannt als Acht Überwindungen, ist ein zentrales buddhistisches Konzept, das sich auf die Kontrolle der Wahrnehmungen bezieht. Es handelt sich um eine Meditationsmethode, die in acht Stufen durch die Beherrschung der Sinne erreicht wird. Während dieses Prozesses trennt sich der Praktizierende von der physischen Welt, befreit sich von Bindungen an physische Formen und beginnt, sich von Schmerz und Lust der materiellen Welt zu befreien, die im Buddhismus mit Leiden in Verbindung gebracht werden.
Die acht Stufen von Abhibhavayatana sind:
1. Wahrnehmung von Formen (Farben und Gestalt) außen am eigenen Körper und von begrenzten Formen jenseits davon
2. Wahrnehmung von Formen außen am eigenen Körper und von unbegrenzten äußeren Formen jenseits davon
3. Nicht-Wahrnehmung von Formen am eigenen Körper und die Wahrnehmung kleiner äußerer Formen
4. Nicht-Wahrnehmung von Formen am eigenen Körper und die Wahrnehmung großer äußerer Formen
5. keine Formen werden am eigenen Körper wahrgenommen, aber die Farben Blau, Gelb, Weiß und Rot werden in dieser Reihenfolge wahrgenommen (Stufen 5 bis 8)

Diese Methode ist eine frühe Praxis im Buddhismus und beinhaltet die Kontrolle der Wahrnehmung von manifesten Erscheinungen. Es handelt sich um Meditationsübungen, die dazu dienen, die Sinnensphäre durch die Beherrschung der Wahrnehmung verschiedener Objekte zu überwinden. Die Übungen werden im Pali-Kanon beschrieben und sind ähnlich denen mit farbigen Objekten (kasiṇa).